# Divadlo

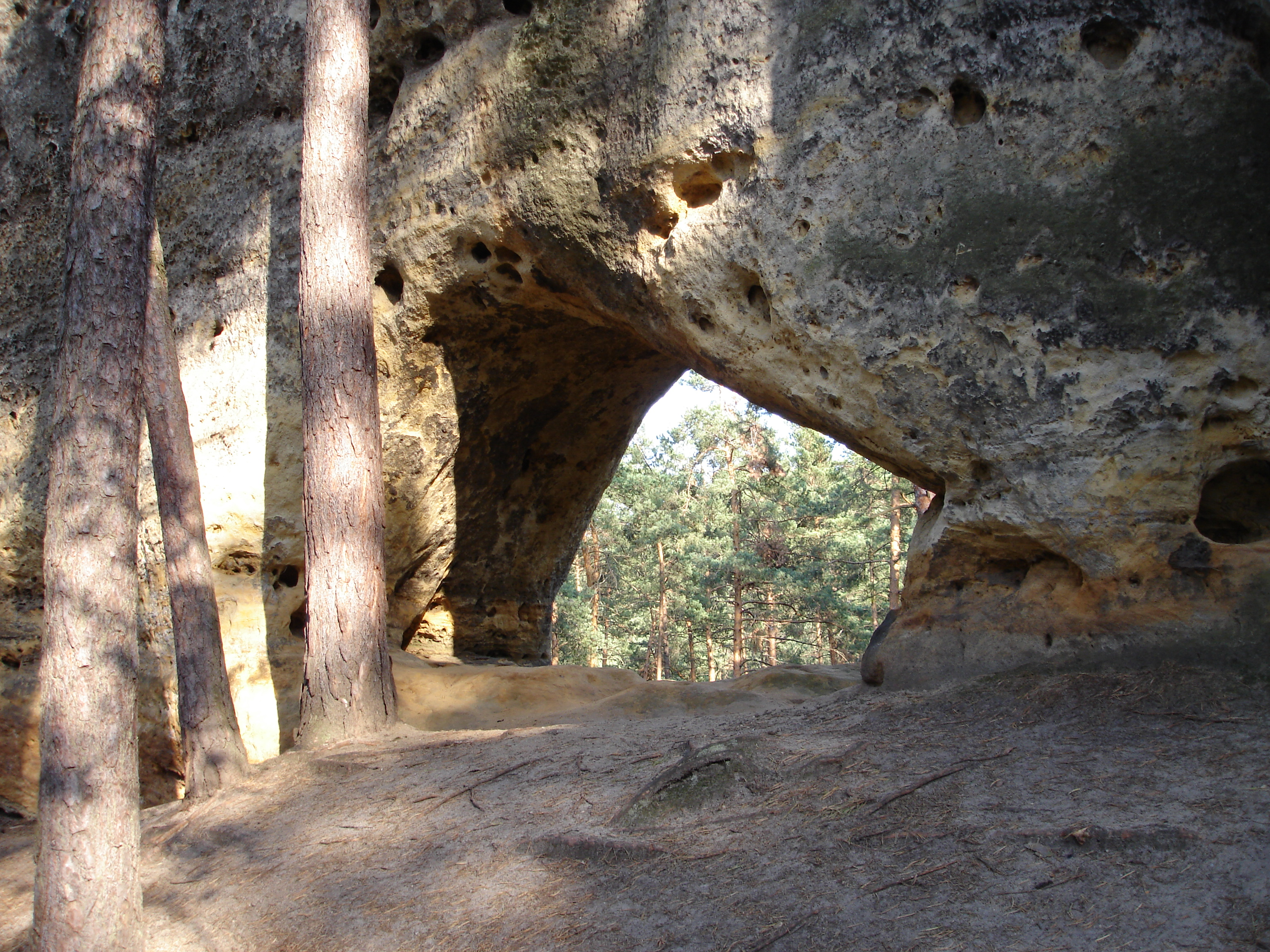
Schwarzwälder Tor

Divadlo (tschechisch für Theater, deutscher Eigenname Amphitheater) ist ein Naturdenkmal (Přírodní památka) in Tschechien. Es befindet sich drei Kilometer südöstlich von Hamr na Jezeře in Nordböhmen. Begründet wurde es 1996 auf einer Fläche von 2,45 ha. Geschützt ist eine Gruppe von Sandsteinfelsen, die ein natürliches Amphitheater bilden. Zuständige Naturschutzbehörde ist die Verwaltung des Landschaftsschutzgebietes (ChKO) Kokořínsko.
Touristisch interessant ist das Schwarzwälder Tor (Švarcvaldská brana), ein natürliches Felsentor. Ein Teil der Felsen ist auch als Klettergipfel für den Bergsport erschlossen.